# 尤姆普拉瓦站
尤姆普拉瓦站是里加 - 陶格夫匹尔斯铁路上的一个火车站，车站建于1918年，附近的居民点是尤姆普拉瓦村。